# 니이하라 미노루
니이하라 미노루(일본어: 二井原 実, 1960년 5월 12일 ~ )는 일본의 헤비 메탈 밴드 LOUDNESS의 리드 싱어이다.
그의 첫 밴드는 EARTHSHAKER로 베이스 연주와 노래를 했다. 그의 보컬 스타일은 블루스 가수들의 영향을 받았지만, 헤비 메탈에서 요구되는 높은 음색에 그의 목소리를 빠르게 적응했다. 1981년, 오디션을 거쳐 LOUDNESS의 리드 싱어가 되어, 기타리스트 다카사키 아키라의 현란한 기타 연주와 함께, 그의 목소리는 밴드의 트레이드 마크로서 인정받았다. 처음 세 음반은 대부분 일본어 가사를 사용하여 불렀지만, 그는 1984년 음반인 《DISILLUSION 〜격검영화〜》에서만 영어로 노래를 부르기 시작했다.

## 음반 목록

### 솔로
- One (1989)[3]
- Ashes to Glory (2006)
- R&R Gypsy Show (live 2008)
- Tower of Power Night Live (live 2011)

### LOUDNESS
- THE BIRTHDAY EVE 〜탄생전야〜 (1981)
- DEVIL SOLDIER 〜전율의 기적〜 (1982)
- THE LAW OF DEVIL'S LAND 〜마계전장〜 (1983)
- DISILLUSION 〜격검영화〜 (1984)
- DISILLUSION 〜격검영화〜 (1984) - 영어 버전
- THUNDER IN THE EAST (1985) No. 74 (US)
- Shadows of War (1986)
- Lightning Strikes (1986) - U.S. Remix of Shadows of War  No. 64 (US)
- HURRICANE EYES (1987) No. 190 (US)
- HURRICANE EYES (1987) - Japanese Version
- SOLDIER OF FORTUNE (1989) No. 18 (JPN)
- ON THE PROWL (1991) No. 7 (JPN)
- LOUDNESS (1992) No. 2 (JPN)
- HEAVY METAL HIPPIES (1994) No. 29 (JPN)
- GHETTO MACHINE (1997) No. 65 (JPN)
- Dragon (1998) No. 49 (JPN)
- Engine (1999) No. 48 (JPN)
- Spiritual Canoe (2001) No. 20 (JPN)
- Pandemonium (2001) No. 27 (JPN)
- Biosphere (2002) No. 45 (JPN)
- Terror (2004) No. 88 (JPN)
- Racing (2004) No. 60 (JPN)
- Breaking the Taboo (2006) No. 129 (JPN)
- Metal Mad (2008) No. 51 (JPN)
- The Everlasting (2009) No. 42 (JPN)
- King of Pain (2010) No. 21 (JPN)
- Eve to Dawn (2011) No. 36 (JPN)
- 2012 (2012) No. 33 (JPN)
- The Sun Will Rise Again (2014) No. 29 (JPN)
- Rise to Glory (2018) No. 13 (JPN)